# Ferenc Aszódy
Ferenc Aszódy (* 6. August 1929 in Budapest; † 2. Juli 2005 in Los Angeles) war ein deutscher Trompeter ungarischer Herkunft, der sowohl im Jazz als auch in der Unterhaltungsmusik hervorgetreten ist. Er trat auch als Ferenc Aszodi auf. 

## Leben und Wirken
Aszódy begann bereits mit zehn Jahren mit dem Trompetenspiel. Nach dem Krieg studierte er Musik an der Franz-Liszt-Musikakademie in Budapest mit Schwerpunkt Trompete. Er spielte dann nicht nur Klassik, sondern immer mehr Jazz und gründete bald eine eigene Jazzband. 1956 migrierte er nach Westdeutschland; bereits zwei Monate nach seiner Ankunft wurde er Erster Trompeter im Orchester Max Greger, bei dem er 13 Jahre blieb. 1970 wechselte er zum Südwestfunk-Tanzorchester unter der Leitung von Rolf-Hans Müller, wo er bis 1979 tätig war. Daneben spielte er Erstes Flügelhorn bei Rolf Schneebiegl und seinen Original Schwarzwaldmusikanten und ab 1979 als Erster Flügelhornist, Solotrompeter und Konzertmeister bei den Original Egerländer Musikanten von Ernst Mosch. Er komponierte als Unterlegmusik im Fernsehen eingesetzte Titel (Jumping Balls), nahm auch unter eigenem Namen auf und spielte weiterhin auf Aufnahmen von Werner Baumgart, Kurt Edelhagen, Erwin Lehn und der hr-Bigband.
Aszódy verstarb während eines Besuchs bei seinem Sohn in Los Angeles, Kalifornien.

## Diskographische Hinweise
- Sunny Days and Happy People - Honky John's Happy Music

## Lexikalische Einträge
- Jürgen Wölfer: Jazz in Deutschland. Das Lexikon. Alle Musiker und Plattenfirmen von 1920 bis heute. Hannibal, Höfen 2008, ISBN 978-3-85445-274-4.